# Piotr Jonczyk
Piotr Jonczyk (zm. 7 grudnia 2020) – polski biolog, prof. dr hab.

## Życiorys
16 listopada 1982 obronił pracę doktorską Udział gyrazy-DNA w inicjacji replikacji chromosomu Escherichia coli, 16 marca 1999 habilitował się na podstawie pracy zatytułowanej Mechanizmy indukowalnej mutagenezy w komórkach Escherichia coli. 13 marca 2009 nadano mu tytuł profesora w zakresie nauk biologicznych. Został zatrudniony na stanowisku profesora zwyczajnego i zastępcy dyrektora w Instytucie Biochemii i Biofizyki Polskiej Akademii Nauk.
Zmarł 7 grudnia 2020.